# 信用卡套现
信用卡套现，又稱刷卡換現金，指消費者通过和拥有POS机的商户合作，采用刷卡消费后当场退货的方式，从商户那里拿走現金而不是货物，同时支付一定手续费给商户，这样可以以较低成本支付信用卡账户内的现金。
信用卡套现不同於信用卡提现，在中国大陆等國家和地區，信用卡套现是一種違法行為。而参与此类行为的商家亦会被银行工会拉入黑名单。
但套现者如不能按时还款或拒绝还款，则需要承担法律责任。